# William Whipple
William Whipple (ur. 14 stycznia 1730 w Kittery (Maine), zm. 28 listopada 1785 w Portsmouth) – amerykański polityk, jeden z ojców-założycieli Stanów Zjednoczonych.
Jako generał brygady dowodził oddziałami amerykańskimi w kilku bitwach podczas wojny o niepodległość Stanów Zjednoczonych, między innymi w bitwie pod Saratogą, gdzie 17 października 1777 roku był świadkiem kapitulacji brytyjskiego generała Johna Burgoyne.
W latach 1776–1779 uczestniczył w obradach Kongresu Kontynentalnego jako delegat z New Hampshire. Był jednym z sygnatariuszy deklaracji niepodległości Stanów Zjednoczonych.